# Achias tawii
Achias tawii är en tvåvingeart som beskrevs av Mcalpine 1994. Achias tawii ingår i släktet Achias och familjen bredmunsflugor. Inga underarter finns listade i Catalogue of Life.